# Mikki Moore
Clinton Renard "Mikki" Moore (ur. 4 listopada 1975 w Orangeburg) – amerykański koszykarz, środkowy.
Przystąpił do trzech draftów do lig zawodowych. W 1997 roku wziął udział drafcie NBA, nie został w nim jednak wybrany przez żaden z zespołów. W drafcie CBA został natomiast wybrany z numerem 16 przez Fort Wayne Fury. Kolejny nabór zaliczył w 2002 roku, kiedy to został wybrany z numerem 1 przez Roanoke Dazzle, występujący w lidze do ligi NBDL.

## Osiągnięcia
NCAA
- Wybrany do składu All-Big 12 Honorable Mention (1997)[2]

Indywidualne
- Obrońca Roku NBDL (2003)[1]
- Zaliczony do[3][1]:
  - I składu:
    - All-NBDL (2003)
    - debiutantów CBA (1998)
    - defensywnego USBL (1997)

  - II składu defensywnego All-D-League (2012)
  - All-D-League Honorable Mention Team (2012)
- Lider:
  - NBA w skuteczności rzutów z gry (2007)[4]
  - USBL w blokach (1997)
- Debiutant Roku USBL (1997)

Reprezentacja
- Wicemistrz igrzysk panamerykańskich (1999)[5]